# .video
video. هو نطاق المستوى الأعلى العام (gTLD) لنظام اسم المجال المستخدم على الإنترنت. يُشير الإشم إلى الاستخدام المقصود من قِبَل المنتجين والمدونين ومصوري الفيديو لعرض مجموعات تدوين صوتي (بودكاست) (بالإنجليزية: pod-cast)‏ على عمليات البث والتواصل وإنشاء قيمة استدعاء فورية.

## تاريخ
بدأ النطاق بالخدمة في ديسمبر 2014 وفقًا لايانا. وتم أطلاقهُ رَسميًا في 2015[بحاجة لمصدر].

## رَوابط خَارجيَّة
- الموقع الرسمي